# المستظل بن الحصين البارقي
أبي الميثاء المستظل بن الحصين البارقي (40 ق هـ - 50 هـ / 584م - 671م): صحابي، مخضرم، عاش نصف عمره في الجاهلية ونصفه في الإسلام، وهو من المخضرمين المائة. شهد قتال أهل الردة في اليمن مع جرير بن عبد الله، وكان مقرباً من عمر بن الخطاب، ومقدماً في مجلس الخليفة، حتى كان أحد ثلاثة في مجلسه يحكون خطبة عمر لأبنة علي بن أبي طالب، وروى عن عمر أربعة أحاديث.
شهد فتوح العراق في خلافة عمر بن الخطاب، وسكن الكوفة، وكان له سن عالية وشرف في قومه. كان مع علي بن أبي طالب في حروبه، وروى خطبته يوم صفين، قال ابن غرقدة: «عن المستظل بن حصينٍ، قال: سمعت عليا عليه السلام ليلة صفين وهو يقول: يا أيها الناس لا يفتننكم الهوى، يا أيها الناس لا تأفكوا عن الهدى، يا أيها الناس لا تقاتلوا أهل بيت نبيكم فوالله ما سمعت بأمةٍ آمنت بنبيها قاتلت أهل بيت نبيها غيركم».
وهو من أصفياء أصحاب الخليفة علي بن أبي طالب، وحدث عنه أربعة أحاديث. قال المستشرق برايان أولريش: «ومن رجال بارق المقدمين: المستظل بن الحصين البارقي»، وزعم أنه توفي سنة 40 هـ، والصواب أنه عاش إلى حدود سنة 50 هـ.

## النسب
- المستظل بن الحصين البارقي، ينتهي نسبه إلى بارق بن حارثة بن عمرو مزيقياء، ومزيقياء من ملوك العرب في الجاهلية البعيدة.[15]

## روايته للحديث النبوي
- روى عن: الخليفتان عمر بن الخطاب، وعلي بن أبي طالب، وعبد الله بن مسعود،[16] وحذيفة بن اليمان، وعمار بن ياسر،[17] وجرير بن عبد الله البجلي، ويقال: عن أبي ذر أيضًا.[18][19] ولم نقف على حديثه عن ابن مسعود وعمار في المصادر المتوفرة.
- روى عنه: شبيب بن غرقدة البارقي.

### عن عمر
- المستظل بن الحصين، قال: «سَمِعْتُ عُمَرَ بْنَ الْخَطَّابِ ، يَقُولُ: "قَدْ عَلِمْتُ وَرَبِّ الْكَعْبَةِ مَتَى تَهْلِكُ الْعَرَبُ: إِذَا وَلِي أَمْرَهُمْ مَنْ لَمْ يَصْحَبِ الرَّسُولَ ﷺ، وَلَمْ يُعَالِجْ أَمْرَ الْجَاهِلِيَّةِ"».[7][20]
- المستظل بن حصين، قال: «جَاءَ رَجُلٌ إِلَى عُمَرَ، فَقَالَ: يَا أَمِيرَ الْمُؤْمِنِينَ ‍ أَيُصَلِّي الرَّجُلُ فِي الثَّوْبِ الْوَاحِدِ؟ فَقَالَ عُمَرُ: وَأَيُّنَا لَهُ ثَوْبَانِ».[6]
- المستظل بن حصين: «أَنَّ عُمَرَ بْنَ الْخَطَّابِ خَطَبَ إِلَى عَلِيِّ بْنِ أَبِي طَالِبٍ أُمَّ كُلْثُومٍ، فَاعْتَلَّ عَلَيْهِ بِصِغَرِهَا، فَقَالَ: إِنِّي لَمْ أُرِدِ الْبَاهَ، وَلَكِنِّي سَمِعْتُ رَسُولَ اللَّهِ ﷺ يَقُولُ: «كُلُّ سَبَبٍ وَنَسَبٍ مُنْقَطِعٌ يَوْمَ الْقِيَامَةِ، مَا خَلَا سَبَبِي وَنَسَبِي، كُلُّ وَلَدِ أَبٍ فَإِنَّ عَصَبَتَهُمْ لِأَبِيهِمْ، مَا خَلَا وَلَدَ فَاطِمَةَ؛ فَإِنِّي أَنَا أَبُوهُمْ وَعَصَبَتُهُمْ».[8][21][22]
- المستظل بن حصين، عن عمر بن الخطاب قال: سمعت رسول الله ﷺ يقول: «الأئمة بعدي اثنا عشر، ثم أخفى صوته فسمعته يقول: كلهم من قريش».[9][23]

### عن علي
- المستظل بن حصينٍ، قال: «سمعت عليا عليه السلام ليلة صفين وهو يقول: يا أيها الناس لا يفتننكم الهوى، يا أيها الناس لا تأفكوا عن الهدى، يا أيها الناس لا تقاتلوا أهل بيت نبيكم فوالله ما سمعت بأمةٍ آمنت بنبيها قاتلت أهل بيت نبيها غيركم».[11]
- المستظل يعني ابن الحصين قال: «تُوُفِّيَ رَجُلٌ مِنَّا فَأَرْسَلْنَا إِلَى عَلِيٍّ فَأَبْطَأَ عَلَيْنَا. فصلينا عليه ودفناه. فجاء بعد ما فَرَغْنَا حَتَّى قَامَ عَلَى الْقَبْرِ وَجَعَلَهُ أَمَامَهُ ثُمَّ دَعَا لَهُ».[24]
- المستظل قال: «سَمِعْتُ عَلِيًّا عَلَيْهِ السَّلَامُ، يَقُولُ عَلَى هَذَا الْمِنْبَرِ: «يَا أَهْلَ الْكُوفَةِ، وَاللَّهِ لَتُجَدُنَّ فِي أَمْرِ اللَّهِ وَلَتُقَاتِلُنَّ عَلَى طَاعَةِ اللَّهِ أَوْ لَيَسُوسَنَّكُمْ أَقْوَامٌ أَنْتُمْ أَقْرَبُ إِلَى الْحَقِّ مِنْهُمْ فَلَيُعَذِّبَنَّكُمْ ثُمَّ لَيُعَذِّبَنَّهُمُ اللَّهُ».[25]
- المستظل بن حصين قال: خطب عمر إلى علي ابنته أم كلثوم فاعتل علي بصغرها، قال: «أعددتها لابن أخي جعفراً. فقال له عمر: والله إني ما أردتُ الباه، ولكني سمعت رسول الله ﷺ يقول:  كل نسب وسبب منقطع يوم القيامة ما خلا سببي ونسبي، وكل بني أنثى فعصبتهم لأبيهم ما خلا ولد فاطمة فإني أبوهم وأنا عصبتهم».[26][27][28]

### عن حذيفة
- المستظل بن حصين، عن حذيفة قال: «قال رسول الله ﷺ: " كلكم بنو آدم، وآدم خلق من تراب لينتهين قوم يفخرون بآبائهم أو ليكونن أهون على الله من الجعلان "».[29][30]

### عن جرير
- عن أبي الميثا المُشتظل قال سَمِعتُ جرير بن عبد الله – وكان أميراً علينا – قال:«بَايَعْتُ رَسُولَ اللَّهِ ﷺ، ثُمَّ إِنِّي رَجَعْتُ، فَدَعَانِي، فَقَالَ: "لا أَقْبَلُ مِنْكَ حَتَّى تُبَايِعَ: وَالنُّصْحِ لِكُلِّ مُسْلِمٍ "، فَبَايَعْتُهُ».[5][31]

### عن أبي ذر
أبي الميثاء، عن أبى ذرّ قال: «قال لي رسول الله صلّى الله عليه وسلم، ستّة أيام: اعقل ما أقول لك، ثم لمّا كان اليوم السابع قال: «أوصيك بتقوى الله في سرّ أمرك وعلانيتك، وإذا أسأت فأحسن، ولا تسأل أحدا شيئا ولو سقط سوطك، ولا تؤو أمانة، ولا تولّين يتيما، ولا تقضينّ بين اثنين». وهذا الحديث ليس عن أبي المثنا المستظل، إنما عن شيخ من تجيب.

## وفاته
ذكر المستشرق برايان أولريش أنه توفي في حدود سنة أربعين من الهجرة، والصواب أنه عاش إلى حدود سنة خمسين من الهجرة، حيث يروي عنه شبيب بن غرقدة البارقي وهو لم يبدأ في السماع والرواية إلا بعد سنة 45 هـ، وسماعته المبكرة كانت عن رجال قومه. وقال صاحب الطبقات الكبير: «وَكَانَ ثِقَةً، قَلِيلَ الْحَدِيثِ رَحْمَةُ اللَّهِ عَلَيْهِ».